# Baba (Dolnooharská tabule)
Baba (306 m n. m.) je vrch v okrese Litoměřice Ústeckého kraje. Leží pod jižními svahy Českého středohoří, asi 0,5 km severně od obce Děčany, vrcholem na katastrálním území Děčan a severozápadním svahem na území podřazené vsi Semeč.

## Geomorfologické zařazení
Geomorfologicky vrch náleží do celku Dolnooharská tabule, podcelku Hazmburská tabule, okrsku Klapská tabule a podokrsku Hnojnická tabule.